# San José de Unare (Venezuela)
Pour les articles homonymes, voir San José, Unare et San José de Unare.
San José de Unare est la capitale de la paroisse civile de San José de Unare de la municipalité de Pedro Zaraza de l'État de Guárico au Venezuela. 